# The Million Dollar Homepage
The Million Dollar Homepage (en català, La pàgina d'inici del milió de dòlars) és un lloc web ideat l'any 2005 per Alex Tew, un estudiant de Wiltshire (Regne Unit), amb l'objectiu de recaptar diners per finançar-se els estudis universitaris. La pàgina d'inici consisteix en un milió de píxels ordenats en una quadrícula de 1000 × 1000; els enllaços que hi ha van ser venuts a 1 dòlar el píxel, en blocs de 10 × 10. Els compradors d'aquests blocs van proporcionar una imatge, un URL al qual apuntaven els seus enllaços i un eslògan per mostrar quan els visitants passessin el cursor per sobre l'enllaç. L'objectiu inicial era vendre tots els píxels i, per tant, recaptar un milió de dòlars. The Wall Street Journal va indicar que aquest lloc web va ser la font d'inspiració d'altres llocs web de publicitat per píxel.
Llançat el 26 d'agost de 2005, el lloc web va esdevenir un fenomen d'Internet: va arribar a estar al lloc 127 del rànquing de tràfic web d'Alexa. El dia 1 de gener de 2006 els últims 1.000 píxels es van posar a la venda a eBay: la subhasta va acabar l'11 de gener amb una oferta vencedora de 38.100 dòlars. La recaptació final del lloc web va ser, doncs, d'1.037.100 dòlars.
Durant aquesta subhasta de 2006, el lloc web va rebre diversos atacs de denegació de servei els quals van obligar a tancar-lo durant una setmana per poder-ne millorar els sistemes de seguretat. El Federal Bureau of Investigation i el Wiltshire Constabulary van investigar l'atac i l'intent d'extorsió.

## Desenvolupament
Des del principi sabia que la idea tenia potencial, però era una d'aquelles coses que poden anar de moltes maneres. El que jo pensava era que no hi tenia pas res a perdre (a part dels 50 euros que més o menys costaven el domini i el servidor). Sabia que la idea era prou extravagant per ser interessant... Internet és un medi molt poderós. 
Alex Tew, un estudiant de Cricklade (Wiltshire, Regne Unit) va concebre The Million Dollar Homepage l'agost del 2005, quan tenia 21 anys. Estava a punt de començar un curs de tres anys d'Administració d'empreses a la Universitat de Nottingham i tenia el temor que li quedaria un crèdit que li podria comportar molts anys per pagar. Llavors va decidir vendre un milió de píxels en un lloc web a 1 dòlar cadascun amb l'objectiu de recaptar diners; els compradors hi afegirien la seva pròpia imatge, logotip o anunci, i tindrien l'opció d'afegir-hi també un enllaç. Els píxels van ser venuts en dòlars en comptes de lliures esterlines perquè els Estats Units tenen una població molt més gran que el Regne Unit, per la qual cosa Tew va creure que tindria més compradors si venia els píxels en la moneda americana. L'any 2005, la lliura era forta davant el dòlar; 1£ valia aproximadament 1,80$, i aquest cost per píxel podria haver estat massa elevat per a molts compradors potencials. Els costs per muntar l'empresa van ser d'uns 50 euros, amb els quals Tew va pagar el domini i un paquet bàsic d'allotjament web. El lloc web va ser publicat el 26 d'agost de 2005.
La pàgina d'inici contenia un bàner amb el nom del lloc web i un comptador de píxels que mostrava el nombre de píxels venuts, una barra de navegació amb nou enllaços a pàgines internes del lloc web i una graella buida d'un milió de píxels dividida en 10.000 blocs de 100 píxels. Tew va prometre als clients que el lloc web restaria en línia almenys 5 anys, és a dir, almenys fins al dia 26 d'agost del 2010.

## Vendes de píxels
Com que és molt difícil veure un sol píxel, aquests eren venuts en "blocs" quadrats de 100 (10 píxels de costat); el preu mínim, doncs, era de 100 dòlars. La primera venda, tres dies després del llançament del lloc web, va ser feta a un lloc web de música en línia operat per un amic de Tew: va comprar 400 píxels en un bloc de 20 × 20. Després de dues setmanes, amics i familiars de Tew havien comprat un total de 4.700 píxels. Inicialment, de la pàgina web només se'n va fer publicitat pel sistema del boca a boca; de totes maneres, després d'haver recaptat els primers 1.000 dòlars es va emetre un comunicat de premsa que va ser publicat per la BBC. El lloc web de notícies tecnològiques The Register, pel setembre va publicar també dos articles mencionant The Million Dollar Homepage. A finals de mes, The Million Dollar Homepage ja havia guanyat 250.000 dòlars i estava situat en el tercer lloc de la llista d'Alexa de Movers and Shakers darrere les pàgines de la Britney Spears i Photo District News. El 6 d'octubre Tew va anunciar que s'havia arribat als 65.000 visitants únics i que el lloc web havia rebut 1.465 Diggs, essent el que més n'havia rebut aquella setmana. Onze dies més tard el nombre de visitants únics havia ascendit a 100.000. El 26 d'octubre, dos mesos després que The Million Dollar Homepage fos llançada, ja s'havien venut més de 500.900 píxels a 1.400 clients. Per cap d'any, Tew va declarar que la pàgina rebia 25.000 visitants únics per hora, que tenia un rànquing Alexa de 127 i que 999.000 píxels ja havien estat venuts.
L'1 de gener de 2006, Tew va anunciar que, degut a la gran demanda pels últims 1.000 píxels, "el més lògic i just" seria posar-los a subhasta a l'eBay en comptes de perdre "la integritat i el grau d'exclusivitat intrínsecs al concepte del milió de píxels" creant una segona pàgina de Million Dollar Homepage. La subhasta va durar deu dies i va rebre 99 ofertes legítimes; se'n van rebre algunes de molt altes —de fins a 160.109,99$—, però la majoria van ser retirades pels mateixos ofertants o cancel·lades per eBay. "Vaig contactar amb la gent per telèfon i va resultar que no eren seriosos, la qual cosa va resultar francament frustrant, així que van esborrar aquestes ofertes a l'últim minut", declarà Tew. L'oferta guanyadora va ser de 38.100 dòlars, feta per MillionDollarWeightLoss.com, una botiga en línia que ven productes relacionats amb la dieta. Tew va comentar que s'esperava una oferta final més elevada a causa de l'atenció mediàtica que havia rebut tot plegat. The Million Dollar Homepage va tenir un guany brut d'1.037.100 en cinc mesos. Després de les despeses, imposts i una donació a The Prince's Trust —una organització benèfica per a gent jove— Tew esperava que el seu guany net fos d'uns 650.000–700.000 dòlars.
Entre els compradors de píxels hi havia, entre d'altres, Panda Software, els productors de Wal-Mart: The High Cost of Low Price, Orange, The Times, Cheapflights.com, Schiffer Publishing, Tenacious D, casinos en línia, Yahoo!, petits negocis privats i empreses que oferien plans per fer-se ric ràpidament, llocs per trobar parella, mostres gratuïtes, dissenys web i vacances.

## Atenció mediàtica
Després del primer comunicat de premsa del setembre que va atraure els primers interessos pel lloc web, The Million Dollar Homepage va ser publicat en articles a la BBC Online, The Register, The Daily Telegraph i PC Pro. Tew també va aparèixer en els programes matinals Sky News Sunrise i BBC Breakfast per explicar i debatre sobre la seva pàgina web.
El més crucial per crear interès mediàtic va ser la mateixa idea: era prou única i extravagant per destacar. Només vaig haver d'impulsar-la una miqueta els primers dies enviant un comunicat de premsa que, essencialment, va actuar com un catalitzador. Aquest interès, juntament amb el tradicional boca a boca, va crear molt murmuri sobre la pàgina web, la qual cosa va crear encara més interès. 
Pel novembre, el lloc web ja havia esdevingut popular arreu del món; rebé atenció de mitjans com el Financial Times Deutschland a Alemanya, TVNZ a Nova Zelanda, Terra Networks a llatinoamèrica, el China Daily a la Xina i, als Estats Units, Adweek, Florida Today, i el Wall Street Journal. Tew va contractar un publicista estatunidenc per ajudar-lo a aconseguir que els mitjans nord-americans li prestessin atenció; a més, va fer un viatge als Estats Units, on va ser entrevistat per ABC News Radio, el Fox News Channel, Attack of the Show! i programes de notícies locals.
El concepte fou descrit com a "simple i brillant", "astut", "enginyós" i com a "una plataforma única [de publicitat] que també té quelcom de divertit". El professor Martin Binks, director de l'Institut Universitari per la Innovació i l'Emprenedoria, va comentar: "és brillant en la seva simplicitat (...) els anunciants s'han sentit atrets a la pàgina a causa del factor novetat (...) el lloc web ha esdevingut tot un fenomen". Popular Mechanics va publicar el següent: "no hi ha contingut. No hi ha gràfics interessants, regals promocionals ni vídeos calents de la Paris Hilton per babejar. Imaginin un canal de televisió que no mostri res més que anuncis o una revista només amb publicitat. Això és The Million Dollar Homepage. Un exemple impactant de màrqueting viral". Don Oldenburg, del Washington Post, va ser un dels pocs que va anar en contra del lloc web, anomenant-lo "una monstruositat lucrativa i barata del màrqueting, lloc de publicitat i spam, banners i finestres emergents". Oldenburg continuà així: "sembla com un tauler d'anuncis el dissenyador del qual es prenia esteroides, un tren de publicitat descarrilat el qual no pots no mirar. És com rebre totes les finestres emergents que has rebut en tota la teva vida de cop. És l'equivalent a Internet de sentir que necessites dutxar-te ara mateix."
Mentre els últims píxels eren subhastats, Tew va ser entrevistat a Richard & Judy i descrit al BBC News Magazine. The Wall Street Journal va escriure sobre The Million Dollar Homepage i el seu impacte en la comunitat d'Internet: "el mateix Sr. Tew ha aconseguit el grau de celebritat a la comunitat d'Internet (...) el pensar creatiu (...) representa una imatge interessant d'emprenedoria en línia."
Tew va abandonar el curs de negocis pel qual havia construït el lloc web després d'un semestre. El 2008, Tew va fundar Popjam, un negoci d'Internet relacionat amb les xarxes socials i l'agregació.
Actualment, el lloc web encara resta en línia: s'ha superat la data que Tew va determinar com a data mínima que restaria en línia. Els píxels segueixen estant tots venuts; en l'apartat de compra de píxels hi surt un avís que diu "Massa tard. No hi ha més píxels disponibles." A més a més, es ven un pòster commemoratiu amb la imatge de la pàgina descrit com "Art d'Internet que va fer història".

## Atac de denegació de servei
El 7 de gener de 2006, tres dies abans que la subhasta dels darrers 1.000 píxels finalitzés, Tew va rebre un correu electrònic d'una organització anomenada "The Dark Group" (en català "El grup fosc") que deia que The Million Dollar Homepage seria víctima d'un atac de denegació de servei (DDoS) si no es pagava un rescat de 5.000 dòlars abans del 10 de gener. Tew l'ignorà, ja que cregué que era un simple engany, però una setmana més tard va rebre una segona amenaça, també per correu electrònic: "Hello u website is under us atack to stop the DDoS send us 50000$" (sic; en català: "Hola, el teu lloc web està a punt de ser atacat, per aturar-lo envia'ns 50.000 dòlars"). De nou, Tew va ignorar l'amenaça, però aquesta es va complir: la pàgina va rebre una allau de tràfic i correus, la qual cosa va fer que el sistema s'aturés. "No he replicat cap dels correus perquè no vull donar-los cap satisfacció i, òbviament, no penso pagar-los res de diners. El que està passant al meu lloc web és com el terrorisme: si els pagues, vindran nous atacs".
La pàgina web va restar inaccessible als visitants per una setmana, fins que el servidor va millorar el sistema de seguretat i va filtrar el tràfic mitjançant un programari que la protegia dels DDoS. La Unitat de Criminologia d'Alta Tecnologia del Wiltshire Constabulary i el Federal Bureau of Investigation va investigar el cas d'extorsió i l'atac; cregueren que va tenir lloc des de Rússia.

## Llocs web similars
Moltes altres llocs web venen publicitat per píxel. Tew va comentar el següent sobre aquestes pàgines:
| «          | [Aquestes pàgines] varen aparèixer quasi immediatament: actualment hi ha centenars de llocs web que venen píxels. Totes aquestes còpies competeixen entre elles. Tenen pocs anuncis, per la qual cosa dedueixo que no els està anant gaire bé. La idea només funciona una vegada perquè és un concepte nou: aquestes còpies només tenen un valor purament de comèdia, mentre que el meu tenia una mica més que això. Només em queda, doncs, donar bona sort als imitadors. | » |
| — Alex Tew | |   |

Alguns llocs web similars a The Million Dollar Homepage són Moneypants.com (dirigit majoritàriament al públic femení), Millionpennyhomepage.com (que ven els píxels a 1 cèntim de dòlar) i Pixelads4all.com.